# Апеляційний суд Дніпропетровської області
Апеляційний суд Дніпропетровської області — колишній загальний суд апеляційної (другої) інстанції, розташований у місті Дніпрі, юрисдикція якого поширювалася на Дніпропетровську область.
Починаючи з 2002 року частина апеляційного суду Дніпропетровської області розташовувалася в Кривому Розі.
Суд здійснював правосуддя до початку роботи Дніпровського апеляційного суду, що відбулося 3 жовтня 2018 року.

## Керівництво
Голова суду — Деркач Наталія Миколаївна
 Заступник голови суду — Живоглядова Ірина Карлівна
 Заступник голови суду — Куценко Тетяна Рудольфівна
 Керівник апарату — Опанасюк Оксана Віталіївна.

## Підсудність
Цивільні та кримінальні справи розглядалися у Дніпрі чи Кривому Розі залежно від того, з якого місцевого суду вони надходили:
| Дніпро                              |  | Кривий Ріг                                |
| ----------------------------------- |  | ----------------------------------------- |
| Васильківський окружний суд         |  | Перший окружний суд міста Кривого Рогу    |
| Павлоградський окружний суд         |  | Другий окружний суд міста Кривого Рогу    |
| Петриківський окружний суд          |  | Четвертий окружний суд міста Кривого Рогу |
| Петропавлівський окружний суд       |  |                                           |
| П'ятихатський окружний суд          |  |                                           |
| Верхньодніпровський окружний суд    |  |                                           |
| Новомосковський окружний суд        |  |                                           |
| Синельниківський окружний суд       |  |                                           |
| Окружний суд міста Кам'янського     |  |                                           |
| Перший окружний суд міста Дніпра    |  |                                           |
| Другий окружний суд міста Дніпра    |  |                                           |
| Третій окружний суд міста Дніпра    |  |                                           |
| Четвертий окружний суд міста Дніпра |  |                                           |
| П'ятий окружний суд міста Дніпра    |  |                                           |
| Нікопольський окружний суд?         |  |                                           |

## Показники діяльності у 2015 році
Загальна кількість справ і матеріалів, що надійшли на розгляд до Апеляційного суду Дніпропетровської області, у 2015 році становила 24576 (+ 1,8 % до 2014).
У проваджені суду знаходилось 26945 (+ 3,4 % до 2014) справ та матеріалів, з них: цивільних — 14409, кримінальних — 11819, про адміністративні правопорушення — 717.
Провадження закінчено у 24840 справах (+ 4,8 % до 2014).
Середньомісячне надходження справ на одного суддю — 25,1 справ. Середня кількість розглянутих справ на одного суддю в 2015 році — 279,1.